# 2008年4月逝世人物列表
2008年逝世人物列表：1月 - 2月 - 3月 - 4月 - 5月 - 6月 - 7月 - 8月 - 9月 - 10月 - 11月 - 12月
2008年4月逝世人物列表，是用于汇总2008年4月期间逝世人物的列表。

## 依日期排序

### 30日
- 胡百全，98歲，香港律師，前行政、立法兩局非官守議員，1972年至1974年曾任立法局首席非官守議員。胡百全律師事務所[]

### 29日
- 查爾斯·蒂利（Charles Tilly），78歲，美國社會科學學者。紐約時報（页面存档备份，存于）
- 柏楊，89歲，臺灣作家，著有《醜陋的中國人》、《中國人史綱》、《柏楊版資治通鑑》、《異域》等。中央廣播電台[]、明報、新華網（页面存档备份，存于）
- 艾伯特·霍夫曼（Albert Hofmann），102歲，瑞士化學家，1938年合成出LSD。洛杉磯時報（页面存档备份，存于）、Yahoo News
- 金敏秀，23歲，南韓藝人，雙人組合「Monday Kiz」成員。蘋果日報

### 28日
- 李劍白，90歲，中共黑龍江省委前書記（當時設有第一書記）、省政協前主席、省人大常委會前主任。新華網（页面存档备份，存于）
- 房金炎，77歲，中華民國外交官，曾任駐尼加拉瓜大使。訃聞[]

### 27日
- 黃崑謀，45歲，臺灣繪本畫家。中時電子報

### 24日
- 賈植芳，92歲，中国文学学者，復旦大學中文系教授，中國現代文學和比較文學學科開拓者。新民晚報[]

### 15日
- 吳敦善，83歲，臺灣業餘考古學家，致力臺東縣八仙洞文化遺址、卑南文化石棺群遺址的出土與保護。聯合新聞網（页面存档备份，存于）、中央通訊社[]

### 18日
- 黃烱，88歲，香港電影演員黃百鳴的父親。

### 17日
- 艾梅·塞澤爾（Aimé Césaire），94歲，法屬馬提尼克詩人及政治家。國際先驅論壇報（页面存档备份，存于）
- 伍晃榮，67歲，香港資深體育新聞工作者。蘋果動新聞、香港電台中文新聞頻道
- 王品清，78歲，新華社香港分社前副社長、前中華人民共和國對外經濟貿易合作部副部長。新華網 Archive.today的存檔，存档日期2013-04-28

### 16日
- 愛德華·諾頓·勞侖次（Edward Norton Lorenz），90歲，美國氣象學家，曾發表「蝴蝶效應」。中時電子報[永久] 聯合報（页面存档备份，存于）

### 15日
- 大衛·卡斯（David Cass），71歲，美國經濟學家。賓夕凡尼亞大學（页面存档备份，存于）

### 14日
- 梁鑑剛，28歲，香港青年建築師。星島日報

### 13日
- 約翰·阿奇博爾德·惠勒（John Archibald Wheeler），97歲，美國物理學家，黑洞一詞創造者。紐約時報（页面存档备份，存于）

### 12日
- 帕特里克·希勒里（Patrick Hillery），愛爾蘭總統（1976年－1990年）。RTE

### 9日
- 保民勳爵（Lord Beaumont），79歲，英國綠黨的上議院議員。BBC（页面存档备份，存于）

### 8日
- 白寶珠（Marjorie I. Bly），90歲，美國籍傳教士。在臺灣澎湖長年照顧痲瘋病患者，曾受澎湖榮譽縣民及大綬景星勳章榮譽。Yahoo新聞[]
- 斯坦利·卡莫爾（Stanley Kamel），電影及電視劇演員，以影集《神探阿蒙》（Monk）中的精神病醫生角色聞名於世。北京新浪網（页面存档备份，存于）

### 7日
- 蕭顯輝，約50歲，前香港無線電視（TVB）劇集監製。
- 魏鐵漢，37歲，北京亞運會男子無差別級舉重冠軍，曾任平面媒體體育評論，生前擔任省男子舉重隊主教練。北京新浪網（页面存档备份，存于）

### 6日
- 鐵兆義，88歲，內蒙古回族企業家，鐵兆義清真牛羊肉食部創辦人，曾獲頒五一勞動獎章。新華網 Archive.today的存檔，存档日期2013-01-05

### 5日
- (Charlton Heston)，83歲，電影、《十誡》男主角，奧斯卡最佳男主角（1959），美國步槍協會主席。洛杉磯時報（页面存档备份，存于）
- 山中賀久，114歲。

### 4日
- 吳學謙，87歲，中國共產黨第十二屆、十三屆中央政治局委員，國務院原副總理，中國人民政治協商會議第八屆全國委員會副主席，外交部原部長。新華網（页面存档备份，存于）

### 2日
- 石井桃子（日语：石井桃子），101歲，日本兒童文學家。聯合新聞網（页面存档备份，存于）